# Malta ai Giochi della XXXII Olimpiade
Malta ha partecipato ai Giochi della XXXII Olimpiade che si sono svolti a Tokyo, Giappone, dal 23 luglio all'8 agosto 2021; originariamente previsti per l'estate 2020, erano stati rimandati di un anno a causa della pandemia di COVID-19. La delegazione era composta da 6 atleti, 4 donne e 2 uomini.

## Delegazione
| Sport             | Uomini | Donne | Totale |
| ----------------- | ------ | ----- | ------ |
| Atletica leggera  | 0      | 1     | 1      |
| Badminton         | 1      | 0     | 1      |
| Nuoto             | 1      | 1     | 2      |
| Sollevamento pesi | 0      | 1     | 1      |
| Tiro a segno      | 0      | 1     | 1      |
| Totale            | 2      | 4     | 6      |

## Risultati

### Atletica leggera
| Atleta         | Evento          | Turni preliminari | Turni preliminari | Batteria  | Batteria  | Semifinale      | Semifinale      | Finale          | Finale          |
| Atleta         | Evento          | Risultato         | Posizione         | Risultato | Posizione | Risultato       | Posizione       | Risultato       | Posizione       |
| -------------- | --------------- | ----------------- | ----------------- | --------- | --------- | --------------- | --------------- | --------------- | --------------- |
| Carla Scicluna | 100 m femminili | 12"11             | 4ª q              | 12"16     | 8ª        | Non qualificata | Non qualificata | Non qualificata | Non qualificata |

### Badminton
| Atleta        | Evento           | Girone               | Girone               | Girone | Ottavi               | Quarti               | Semifinale           | Finale               | Finale          |
| Atleta        | Evento           | Avversario Punteggio | Avversario Punteggio | Pos.   | Avversario Punteggio | Avversario Punteggio | Avversario Punteggio | Avversario Punteggio | Pos.            |
| ------------- | ---------------- | -------------------- | -------------------- | ------ | -------------------- | -------------------- | -------------------- | -------------------- | --------------- |
| Matthew Abela | Singolo maschile | Shi P (9–21, 8–21)   | Opti V WO            | 2º     | Non qualificato      | Non qualificato      | Non qualificato      | Non qualificato      | Non qualificato |

### Nuoto
| Atleta          | Evento                        | Batterie | Batterie  | Semifinali      | Semifinali      | Finale          | Finale          |
| Atleta          | Evento                        | Tempo    | Posizione | Tempo           | Posizione       | Tempo           | Posizione       |
| --------------- | ----------------------------- | -------- | --------- | --------------- | --------------- | --------------- | --------------- |
| Andrew Chetcuti | 100 m stile libero maschili   | 51"47    | 49º       | Non qualificato | Non qualificato | Non qualificato | Non qualificato |
| Sasha Gatt      | 400 m stile libero femminili  | 4'19"75  | 22ª       | N.D.            | N.D.            | Non qualificata | Non qualificata |
| Sasha Gatt      | 1500 m stile libero femminili | 16'57"47 | 33ª       | N.D.            | N.D.            | Non qualificata | Non qualificata |

### Sollevamento pesi
| Atleta                | Evento          | Strappo   | Strappo    | Slancio   | Slancio    | Totale | Classifica |
| Atleta                | Evento          | Risultato | Classifica | Risultato | Classifica | Totale | Classifica |
| --------------------- | --------------- | --------- | ---------- | --------- | ---------- | ------ | ---------- |
| Yasmin Zammit Stevens | 64 kg femminile | 84        | 14ª        | 105       | 13ª        | 189    | 13ª        |

### Tiro a segno
| Atleta          | Evento                 | Qualificazione | Qualificazione | Finale          | Finale          |
| Atleta          | Evento                 | Punteggio      | Classifica     | Punteggio       | Classifica      |
| --------------- | ---------------------- | -------------- | -------------- | --------------- | --------------- |
| Eleanor Bezzina | Pistola 25 m femminile | 565            | 41ª            | Non qualificata | Non qualificata |